# Vanuatumangrovezanger
De vanuatumangrovezanger (Gerygone flavolateralis) is een zangvogel uit de familie Acanthizidae (Australische zangers).

## Verspreiding en leefgebied
Deze soort komt voor in Nieuw-Caledonië en Vanuatu en telt vier ondersoorten:
- G. f. flavolateralis: Grande Terre en Maré (Loyaliteitseilanden).
- G. f.  lifuensis: Lifou (centrale Loyaliteitseilanden).
- G. f.  rouxi: Ouvéa (noordelijke Loyaliteitseilanden).
- G. f.  correiae: Vanuatu.

## Status
De grootte van de populatie is niet gekwantificeerd maar de soort wordt omschreven als vrij algemeen op de meeste eilanden. Op de Rode lijst van de IUCN heeft deze soort de status niet bedreigd.